# Pápua szarvascsőrű

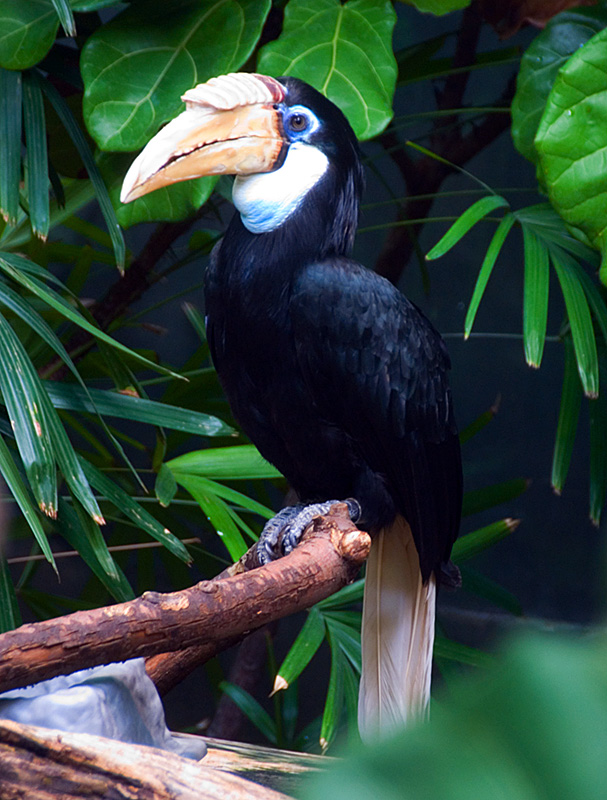
Nőstény

A pápua szarvascsőrű (pidgin nyelven kokomo) (Rhyticeros plicatus) vagy régebbi nevén (Aceros plicatus) a madarak osztályának szarvascsőrűmadár-alakúak (Bucerotiformes) rendjébe és a szarvascsőrűmadár-félék (Bucerotidae) családjába tartozó faj.

## Elterjedése, élőhelye
A faj a szarvascsőrű madárfélék családjából az egyetlen, amelyik a Wallace-vonaltól keletre is előfordul és amelyik behatol az ausztrálázsiai faunaterületre is. 
Elterjedési területe az Indonéziához tartozó Maluku-szigetektől Új-Guinea szigetén át a Salamon-szigetekig tart.
Síkvidéki és alacsonyan fekvő hegyi esőerdők lakója. A hegységekben 1500 méteres tengerszint feletti magasságig fordul elő.

## Alfajai
6 alfaja lakja viszonylag nagy elterjedési területén, melyen belül az egyes alfajok földrajzilag jól elkülönülnek egymástól.
- Rhyticeros plicatus plicatus (Forster, 1781) – Déli-Molukku-szigetek
- Rhyticeros plicatus ruficollis (Vieillot, 1816) – az Indonéziához tartozó Északi-Molukku-szigetek és Nyugat-Pápua, a Déli-hegyvidéktől keletre és a Pápua Új-Guinea államhoz tartozó Simbu tartomány
- Rhyticeros plicatus jungei Mayr, 1937 – Új-Guinea keleti fele, a Fly folyó vidéke (Pápua Új-Guinea)
- Rhyticeros plicatus dampieri Mayr, 1934 – a Bismarck-szigetek
- Rhyticeros plicatus harterti Mayr, 1934 – Bougainville és Buka szigete
- Rhyticeros plicatus mendanae Hartert, 1924 – a Salamon-szigetek közül Choiseul, Guadalcanal és Malaita

## Megjelenése
A pápua szarvascsőrű nagy méretű szarvascsőrű faj, körülbelül 90–95 cm hosszú madár. Új-Guinea térségében egyike a legnagyobb testű röpképes madaraknak.
A kifejlett hím tollazata a testén és a szárnyán fekete, feje és nyaka vörösesbarna, arca és torokzacskója fehér, szeme körül egy csupasz kék színű bőrfelület látható. Csőre fakó szaruszínű, a tövénél fekete, rajta viszonylag kicsi, csak a csőr 2/3-át fedő szaruképlettel. Hosszú farka fehér.
A tojó valamivel kisebb testű, mint a hím. Teste szintén fekete, de ellentétben a hímmel egész nyaka és melle szintén fekete. Torokzacskója fehér, szeme körül egy csupasz kék színű bőrfelület látható. Egész csőre fakó szaruszínű.

## Életmódja
Táplálékát főként gyümölcsök, fügék és rovarok alkotják.

## Szaporodása
Fészkelés céljából magas (18-30 méteres) esőerdei óriásfák odvait használja. A tojó faodúba zárkózik be a tojásrakás és költés idejére. Ezen időszak alatt a hím táplálja a tojót és a fiókákat.

## Természetvédelmi helyzete
A pápua szarvascsőrű ma még az egyik legkevésbé veszélyeztetett faj a szarvascsőrűmadár-félék családján belül. 
A Természetvédelmi Világszövetség Vörös Listáján a „nem fenyegetett” kategóriába sorolja a fajt.
A faj vadászata Új-Guinea szigetén jelentős, mivel a helyiek számára egyrészt fontos húsforrás, másrészt tollait és csőrét felhasználják a rituális célra használt fejdíszek készítése során. Ezek miatt ahol nagyobb létszámú népesség él Új-Guineán ott a faj valamivel ritkább.
Ameddig azonban a vadászat nem ölt kereskedelmi mértéket és az erdőirtás sem kezdődik el nagyobb mértékben, addig a fajt nem fenyegeti a kihalás veszélye.
Összehangolt tenyésztéssel próbálják meg megmenteni a fajt. Európában az Európai Állatkertek és Akváriumok Szövetsége felügyelete alá tartozó Európai Veszélyeztetett Fajok Programja (EEP) keretében tenyésztik a faj egyedeit.
Állatkertekben elég gyakori faj. Magyarországon a Szegedi Vadasparkban él egy pár, melyek 2021-ben szaporodtak is. Egy pár látható a Nyíregyházi Állatparkban is.

## Fordítás
- Ez a szócikk részben vagy egészben  a   Papuan Hornbill című angol Wikipédia-szócikk ezen változatának fordításán alapul.  Az eredeti cikk szerkesztőit annak laptörténete sorolja fel. Ez a jelzés csupán a megfogalmazás eredetét és a szerzői jogokat jelzi, nem szolgál a cikkben szereplő információk forrásmegjelöléseként.

## Külső hivatkozások
- Képek az interneten a fajról
- Internet Bird Collection - videók a fajról